# أندريه مارتن
أندريه مارتن (بالسلوفاكية: Andrej Martin)‏ مواليد 20 سبتمبر 1989 في براتيسلافا، هو لاعب كرة مضرب سلوفاكي يلعب باليد اليمنى ويحتل المرتبة رقم. 141 (1 فبراير 2016) في تصنيف رابطة محترفي كرة المضرب. أعلى تصنيف له في الفردي كان المركز الـ 119 في سنة 2013.

## المسيرة
2016: أفضل موسم: الدور الثالث في بطولة فرنسا المفتوحة، ونهائي الفردي في أول بطولة للاعبي التنس المحترفين، وأفضل 100 مصنف
كان خاسرًا محظوظًا في بطولة فرنسا المفتوحة، وهزم دانيال مونيوز دي لا نافا في الدور الأول من القرعة الرئيسية ولوكاس بوي المصنف 29 في الدور الثاني، قبل أن يخسر أمام ميلوس راونيتش (المصنف رقم 8 من أفضل 100 لاعب تنس) في الدور الثالث.
2020: أعلى تصنيف في مسيرته في الفردي
وصل إلى أعلى تصنيف في مسيرته المهنية وهو رقم 93 في 10 فبراير 2020 بعد ظهوره في الدور قبل النهائي في بطولة قرطبة المفتوحة 2020، حيث هزم كورنتين موتيه في ربع النهائي قبل أن يخسر أمام البطل النهائي كريستيان غارين.

## روابط خارجية
- أندريه مارتن على موقع رابطة محترفي التنس (الإنجليزية)
- أندريه مارتن على موقع الاتحاد الدولي لكرة المضرب (الإنجليزية)
- أندريه مارتن على موقع كأس ديفيز (الإنجليزية)
- أندريه مارتن على موقع خلاصة التنس.كوم (الإنجليزية)
- أندريه مارتن على موقع إي إس بي إن.كوم (الإنجليزية)
- أندريه مارتن على موقع اللجنة الأولمبية الدولية (الإنجليزية)
- أندريه مارتن على موقع أوليمبيديا (الإنجليزية)
- أندريه مارتن على موقع اللجنة الأولمبية السلوفاكية (السلوفاكية)